# Comuna Bălțata, Criuleni
Comuna Bălțata este o comună din raionul Criuleni, Republica Moldova. Este formată din satele Bălțata (sat-reședință), Bălțata de Sus, Sagaidac și Sagaidacul de Sus.

## Demografie
Conform datelor recensământului din 2014, comuna are o populație de 1.750 de locuitori. La recensământul din 2004 erau 1.781 de locuitori.

## Administrație și politică
Componența Consiliului local Bălțata (11 consilieri), ales la 5 noiembrie 2023, este următoarea:
|  | Partid                                       | Consilieri | Componență | Componență | Componență | Componență | Componență | Componență | Componență | Componență | Componență |
|  | -------------------------------------------- | ---------- | ---------- | ---------- | ---------- | ---------- | ---------- | ---------- | ---------- | ---------- | ---------- |
|  | Partidul Socialiștilor din Republica Moldova | 9          |            |            |            |            |            |            |            |            |            |
|  | Partidul Acțiune și Solidaritate             | 1          |            |            |            |            |            |            |            |            |            |
|  | Mișcarea „Respect Moldova”                   | 1          |            |            |            |            |            |            |            |            |            |